# نوبو ماتسوهیسا
نوبو ماتسوهیسا (انگلیسی: Nobu Matsuhisa؛ زادهٔ ۱۰ مارس ۱۹۴۹) سرآشپز، و بازیگر اهل ژاپن است.
از فیلم‌ها یا برنامه‌های تلویزیونی که وی در آن نقش داشته‌است می‌توان به خاطرات یک گیشا، کازینو، و آستین پاورز: در عضو طلایی اشاره کرد.